# Lonchophylla thomasi
Lonchophylla thomasi là một loài động vật có vú trong họ Dơi mũi lá, bộ Dơi. Loài này được J. A. Allen mô tả năm 1904.